# グリボエードフ (小惑星)
グリボエードフ (2837 Griboedov) は、小惑星帯に位置する小惑星である。リュドミーラ・チェルヌイフがクリミア天体物理天文台で発見した。
ロシアの貴族社会を風刺した喜劇『知恵の悲しみ』を著した作家・外交官のアレクサンドル・セルゲーヴィッチ・グリボエードフ（1795年 - 1829年）に因んで名付けられた。